# كاواكامي
كاواكامي هي قرية تقع في مقاطعة يوشينو، محافظة نارا، اليابان.
يُقدر التعداد السكاني للقرية لعام 2003 بـ2,286 نسمة، بكثافة سكانية تبلغ 8.49 شخص لكل كيلومتر مربع. مجموع المساحة يبلغ 269.16 كيلومتر مربع.

## روابط خارجية
- الموقع الرسمي (باليابانية)